# Wonokarang
Wonokarang is een bestuurslaag in het regentschap Sidoarjo van de provincie Oost-Java, Indonesië. Wonokarang telt 2567 inwoners (volkstelling 2010).